# The Listener: Słyszący myśli
The Listener: Słyszący myśli / Głosy (ang. The Listener) – kanadyjski serial fantasy opowiadający o młodym ratowniku medycznym potrafiącym słyszeć ludzkie myśli. Serial wyprodukowany został przez Shaftesbury Films we współpracy z CTV oraz Fox International Channels. 
W Polsce nadawany przez Fox Life i Fox Polska pod tytułem The Listener: Słyszący myśli oraz przez Polsat pod tytułem Głosy. 
Stacja CTV zamówiła 5 sezon The Listener. 8 sierpnia 2014 roku stacja CTV ogłosiła zakończenie produkcji serialu wraz z końcem serii 5.

## Opis fabuły
Toby jest 28-letnim ratownikiem medycznym, który potrafi słyszeć ludzkie myśli. Do tej pory podzielił się swym sekretem jedynie ze swym mentorem i przyjacielem – dr Rayem Mercerem. Jeżdżąc karetką po Toronto razem ze swym partnerem Osmanem „Ozem” Beyem, Toby pomaga napotkanym ludziom na wiele sposobów, często wykraczających poza kompetencje ratownika. Z pomocą detektyw Charlie Marks i swojej od czasu do czasu dziewczyny Olivii, Toby zdaje sobie sprawę jak jego zdolności mogą służyć innym. On sam poszukuje również odpowiedzi na to, co kryje jego przeszłość.

## Obsada
- Craig Olejnik jako Toby Logan, 28-letni ratownik medyczny. Jest sierotą – ojca nie znał wcale, a jego matka zniknęła kiedy miał 5 lat. Po matce odziedziczył zdolność słyszenia ludzkich myśli, jednak traktował ją jak przekleństwo i starał się "nie słuchać". Z czasem gdy jego zdolności okazały się przydatne w ratowaniu ludzi uznał je za dar, z którego powinien korzystać. Ciągle poszukuje innych ludzi posiadających podobne zdolności.
- Enis Esmer jako Osman „Oz” Bey, najlepszy przyjaciel Toby'ego, który również jest ratownikiem medycznym – to on kieruje karetką kiedy Toby "myśli". Ma również 28 lat i pochodzi z Turcji. Jego rodzina jest niezwykle liczna (ciągle wspomina co przydarzyło się któremuś z jego kuzynów i nigdy się nie powtarza); jego rodzice prowadzą turecką restaurację w mieście. Odkąd dowiedział się o zdolnościach przyjaciela często prosi go o wyjawienie myśli innych osób (szczególnie kobiet).
- Mylène Dinh-Robic jako dr Olivia Fawcett, młoda pani doktor pracująca na ostrym dyżurze w szpitalu w którym pracują Toby z Ozem. Była kiedyś w związku z Tobym, jednak z nieznanych powodów zerwali ze sobą, co nie przeszkadza im od czasu do czasu umówić się na niezobowiązujące randki. (seria 1-3)
- Lisa Marcos jako detektyw Charlie Marks, pani detektyw, do której zwraca się Toby za każdym razem kiedy usłyszy coś ważnego. Na początku nie wie skąd Toby wyciąga swoje "wiadomości" i podejrzewa go o współudział w przestępstwach, jednak z czasem dowiaduje się prawdy. W ostatnim odcinku 1 serii zostaje postrzelona broniąc Toby'ego. (seria 1)
- Lauren Lee Smith jako sierżant Michelle McCluskey, pracownica IIB, z którą współpracuje Toby. (seria 2-5)
- Rainbow Sun Francks jako Dev Clark, były haker, obecnie pracownik IIB. (seria 2-5)
- Peter Stebbings jako Alvin Klein, prawnik, dowódca jednostki w IIB, w której pracuje McCluskey i Clark. (seria 2-5)
- Arnold Pinnock jako George Ryder, przełożony Toby'ego i Oza w szpitalu. (seria 1-3)
- Melanie Scrofano jako Tia Tremblay, dziewczyna Toby'ego. (seria 3 (gościnnie), 4-5)
- Kris Holden-Ried jako Adam Reynolds, mąż sierżant McCluskey. (seria 2 (gościnnie), 4-5)
- Tara Spencer-Nair jako pielęgniarka Sandy, dziewczyna Oza (seria 2-5)
- Rachel Skarsten jako Elyse (seria 2-3)
- Ingrid Kavelaars jako Nichola Martell (seria 4-5)
- Anthony Lemke jako detektyw Brian Becker (seria 1, 5)
- Colm Feore jako Ray Mercer (seria 1)
- Lara Jean Chorostecki jako matka Toby'ego (seria 1)
- John Fleming jako młody Toby (seria 1)

## Spis odcinków
| Sezon | Sezon | Odcinki | Oryginalna emisja | Oryginalna emisja | Oryginalna emisja | Oryginalna emisja    | Oryginalna emisja |
| Sezon | Sezon | Odcinki | Premiera sezonu   | Finał sezonu      | Premiera sezonu   | Finał sezonu         |                   |
| ----- | ----- | ------- | ----------------- | ----------------- | ----------------- | -------------------- | ----------------- |
|       | 1     | 13      | 3 marca 2009      | 26 maja 2009      | 8 marca 2009      | 31 maja 2009         |                   |
|       | 2     | 13      | 8 lutego 2011     | 31 sierpnia 2011  | 4 kwietnia 2011   | 27 czerwca 2011      |                   |
|       | 3     | 13      | 30 maja 2012      | 12 września 2012  | 11 czerwca 2012   | 3 września 2012      |                   |
|       | 4     | 13      | 29 maja 2013      | 28 sierpnia 2013  | 19 sierpnia 2013  | 31 października 2013 |                   |
|       | 5     | 13      | 26 maja 2013      | 18 sierpnia 2014  | 8 grudnia 2014    | brak danych          |                   |

### Seria pierwsza (2009)
| 1 | I'm an Adult Now                           | Krok w dorosłość      | Clement Virgo  | Michael Amo                    | 3 marca 2009     | 8 marca 2009 (FoxLife) 4 grudnia 2011 (Polsat)       |
| Toby pomaga kobiecie uratowanej z wypadku odnaleźć jej porwanego syna. |                                            |                       |                |                                |                  |                                                      |
| 2 | Emotional Rescue                           | Emocjonalny ratunek   | Ken Girotti    | Russ Cochrane                  | 10 marca 2009    | 15 marca 2009 (FoxLife) 11 grudnia 2011 (Polsat)     |
| Toby pomaga koledze z dzieciństwa, starając dowiedzieć się kto stoi za pożarem w jego mieszkaniu. |                                            |                       |                |                                |                  |                                                      |
| 3 | A Voice in the Dark                        | Głos w ciemności      | Clement Virgo  | Michael Amo                    | 17 marca 2009    | 22 marca 2009 (FoxLife) 18 grudnia 2011 (Polsat)     |
| Przez wspomnienia niemego, bezdomnego człowieka, Toby trafia na trop zaginionej dziewczyny i postanawia ją odnaleźć. |                                            |                       |                |                                |                  |                                                      |
| 4 | Some Kind of Love                          | Niefortunna znajomość | Clement Virgo  | Larry Lalonde Phil Bedard      | 24 marca 2009    | 29 marca 2009 (FoxLife) 1 stycznia 2012 (Polsat)     |
| Toby umawia się z patolożką na randkę. Następnego dnia zostaje ona znaleziona martwa, co czyni Toby'ego głównym podejrzanym. |                                            |                       |                |                                |                  |                                                      |
| 5 | Lisa Says                                  | Zaginiona nastolatka  | Kari Skogland  | Dennis Heaton                  | 31 marca 2009    | 5 kwietnia 2009 (FoxLife) 8 stycznia 2012 (Polsat)   |
| Młody chłopak o imieniu Daniel zostaje pobity przez kolegów i trafia do szpitala, lecz chwilę później z niego ucieka. Toby próbuje go odnaleźć i dowiedzieć się co stało się z dziewczyną o imieniu Lisa. |                                            |                       |                |                                |                  |                                                      |
| 6 | Foggy Notion                               | Pogmatwane myśli      | Clement Virgo  | Jeremy Boxen                   | 7 kwietnia 2009  | 12 kwietnia 2009 (FoxLife) 15 stycznia 2012 (Polsat) |
| Toby pomaga niewidomej siostrze zastrzelonego mężczyzny dowiedzieć się kto i dlaczego go zabił i dlaczego ktoś czyha na jej życie. |                                            |                       |                |                                |                  |                                                      |
| 7 | Iris                                       | Iris                  | Stephen Surjik | Michael Amo                    | 14 kwietnia 2009 | 19 kwietnia 2009 (FoxLife) 22 stycznia 2012 (Polsat) |
| Toby spotyka dziewczynę która ma dar uzdrawiania. |                                            |                       |                |                                |                  |                                                      |
| 8 | One Way or Another                         | Zamaskowany napastnik | Stephen Surjik | Dennis Heaton                  | 21 kwietnia 2009 | 26 kwietnia 2009 (FoxLife) 29 stycznia 2012 (Polsat) |
| Toby i Charile szukają seryjnego gwałciciela noszącego białą maskę. |                                            |                       |                |                                |                  |                                                      |
| 9 | Inside the Man                             | Tajniki umysłu        | Clement Virgo  | Michael Amo                    | 28 kwietnia 2009 | 3 maja 2009 (FoxLife) 5 lutego 2012 (Polsat)         |
| Oz i Toby dostają wezwanie o mężczyźnie i kobiecie z ranami ciętymi, jednak gdy przybywają na miejsce, nie da się już ich uratować. Jedynym ocalałym jest nastoletni syn pary, który jednak jest w głębokim szoku, nie chce nic powiedzieć i w dodatku cierpi na jakieś zaburzenie psychiczne. Charlie prosi Toby'ego o pomoc w rozwiązaniu sprawy. Olivię odwiedza siostra. |                                            |                       |                |                                |                  |                                                      |
| 10 | Missing                                    | Zaginiona             | TJ Scott       | Avrum Jacobson                 | 5 maja 2009      | 17 maja 2009 (FoxLife) 12 lutego 2012 (Polsat)       |
| Toby pomaga Ozowi zdobyć pieniądze na restaurację jego rodziców, angażując się w poszukiwania zaginionej kobiety. |                                            |                       |                |                                |                  |                                                      |
| 11 | Beginning to See the Light                 | Światełko w tunelu    | Clement Virgo  | Avrum Jacobson Travis McDonald | 12 maja 2009     | 10 maja 2009 (FoxLife) 19 lutego 2012 (Polsat)       |
| Toby i Oz ratują mężczyznę z raną głowy, jednakże wkrótce po przewiezieniu do szpitala pacjent umiera. Okazuje się, że wszystko ma związek ze sprawą kradzieży 4 milionów dolarów sprzed 15 lat. |                                            |                       |                |                                |                  |                                                      |
| 12 | The 13th Juror również: My Sister's Keeper | Świadek naoczny       | Kari Skogland  | Ross Cochrane                  | 19 maja 2009     | 24 maja 2009 (FoxLife) 26 lutego 2012 (Polsat)       |
| 13 | The Journey                                | Podróż do przeszłości | Clement Virgo  | Michael Amo                    | 26 maja 2009     | 31 maja 2009 (FoxLife) 4 marca 2012 (Polsat)         |

### Seria druga (2011)
Drugą serię serialu można było również obejrzeć dzięki stronie Kinoplex.Gazeta.pl w Internecie, odcinki były pokazywane dzień po premierze na kanale FoxLife.
| 1 | Lady in the Lake    | Pani z jeziora       | Kari Skogland  | Ben Sokolowski                   | 8 lutego 2011 (CTV) 1 marca 2011 (FOX)        | 4 kwietnia 2011 (FoxLife) 17 czerwca 2012 (Polsat)  |
| Toby próbuje pomóc kobiecie cierpiącej na amnezję pourazową dowiedzieć się kto próbował ją zabić. |                     |                      |                |                                  |                                               |                                                     |
| 2 | Crime Seen          | Miejsce zbrodni      | Charles Binamé | Jason Sherman                    | 15 lutego 2011 (CTV) 8 marca 2011 (FOX)       | 11 kwietnia 2011 (FoxLife) 24 czerwca 2012 (Polsat) |
| Sierżant McCluskey prosi Toby'ego o pomoc w sprawie policjanta działającego pod przykrywką i domniemanego przemytu broni. |                     |                      |                |                                  |                                               |                                                     |
| 3 | In His Sights       | Wizja                | Charles Binamé | Wil Zmak                         | 22 lutego 2011 (CTV) 15 marca 2011 (FOX)      | 18 kwietnia 2011 (FoxLife) 1 lipca 2012 (Polsat)    |
| Toby zostaje zatrudniony w CBŚ w charakterze informatora. Tym razem ma ustalić kto i dlaczego czyha na życie jednego z kandydatów na przewodniczącego partii konserwatywnej podczas jego publicznego wystąpienia. |                     |                      |                |                                  |                                               |                                                     |
| 4 | The Brothers Volkov | Bracia Volkov        | Kari Skogland  | Jason Sherman, Jocelyn Cornforth | 8 marca 2011 (CTV) 22 marca 2011 (FOX)        | 25 kwietnia 2011 (FoxLife) 8 lipca 2012 (Polsat)    |
| Toby pomaga sierżant McCluskey gdy Dmitri Volkov przyznaje się do zabójstwa swojego ojca, Fyodora, rosyjskiego dyplomaty. Jest reprezentowany przez swojego brata Yuriego, prawnika powołującego się na immunitet dyplomatyczny, jednak prawda leży w umyśle trzeciego brata, Pavela, autystycznego chłopca lubiącego pociągi.                                                       |                     |                      |                |                                  |                                               |                                                     |
| 5 | Inner Circle        | Wewnętrzny krąg      | Kari Skogland  | Matt MacLennan                   | 15 marca 2011 (CTV) 29 marca 2011 (FOX)       | 2 maja 2011 (FoxLife) 15 lipca 2012 (Polsat)        |
| Z powodu znacznego obniżenia się skuteczności wykrywania dealerów narkotyków, CBŚ przeprowadza śledztwo i w jego wyniku podejrzenie pada na dwóch policjantów z miejskiej policji, działających pod przykrywką. Toby jest poproszony o zbadanie sprawy, lecz sprawy się komplikują gdy jeden z podejrzanych policjantów umiera z przedawkowania narkotyków na oczach Toby'ego i Oza. |                     |                      |                |                                  |                                               |                                                     |
| 6 | The Magician        | Magik                | Clement Virgo  | Wil Zmak                         | 22 marca 2011 (CTV) 5 kwietnia 2011 (FOX)     | 9 maja 2011 (FoxLife) 22 lipca 2012 (Polsat)        |
| Magnus, więzień o niesamowitej inteligencji, próbuje zrealizować swój plan używając do tego CBŚ, w tym sierżant McCluskey, która stoi za jego schwytaniem 6 lat wcześniej. Toby ma trudności z czytaniem jego umysłu. |                     |                      |                |                                  |                                               |                                                     |
| 7 | Ace in the Hole     | As w rękawie         | Kari Skogland  | Cal Coons                        | 1 kwietnia 2011 (CTV) 12 kwietnia 2011 (FOX)  | 16 maja 2011 (FoxLife) 29 lipca 2012 (Polsat)       |
| Niestarannie zamaskowane zabójstwo agenta służb specjalnych, mającego dostęp do tajnych informacji, prowadzi CBŚ do ekskluzywnej gry w pokera na której informacje miałyby zostać przekazane dalej. Sierżant McCluskey szuka pomocy u swojego męża Adama, zapalonego hazardzisty, który razem z Tobym wchodzą do gry.                                                                |                     |                      |                |                                  |                                               |                                                     |
| 8 | Vanished            | Zaginięcie           | Clement Virgo  | Shernold Edwards                 | 8 kwietnia 2011 (CTV) 19 kwietnia 2011 (FOX)  | 23 maja 2011 (FoxLife) 5 sierpnia 2012 (Polsat)     |
| Dziecko wpływowego biznesmena spod szpitala, a jedynym świadkiem jest kobieta, która twierdzi, że potrafi rozmawiać z duchami. Toby przekonuje sceptyczną McCluskey by wziąć medium na poważnie. |                     |                      |                |                                  |                                               |                                                     |
| 9 | Jericho             | Haker                | Farhad Mann    | Lisa Steele                      | 15 kwietnia 2011 (CTV) 26 kwietnia 2011 (FOX) | 30 maja 2011 (FoxLife) 12 sierpnia 2012 (Polsat)    |
| Toby pomaga sierżant McCluskey w śledztwie dotyczącym hakerów i skradzionych pieniędzy. To prowadzi do tajemniczego Jericho 11 oraz rozwiązania zagadki śmierci człowieka o imieniu Joshua. |                     |                      |                |                                  |                                               |                                                     |
| 10 | Desperate Hours     | Godziny strachu      | Clement Virgo  | Daegan Fryklind                  | 22 kwietnia 2011 (CTV) 3 maja 2011 (FOX)      | 6 czerwca 2011 (FoxLife) 19 sierpnia 2012 (Polsat)  |
| 11 | To Die For          | Umrzeć za sprawę     | Charles Binamé | Jason Sherman                    | 10 maja 2011 (FOX) 17 sierpnia 2011 (CTV)     | 13 czerwca 2011 (FoxLife) 26 sierpnia 2012 (Polsat) |
| Toby zostaje zatrudniony przez CBŚ, by dowiedzieć się jak naprawdę doszło do morderstwa jednego ze wspólników prowadzących restaurację, która była pralnią brudnych pieniędzy. We wszystko zamieszany jest także szef mafii, którego CBŚ chce przyskrzynić. |                     |                      |                |                                  |                                               |                                                     |
| 12 | Eye of the Storm    | Oko cyklonu          | Clement Virgo  | Peter Mitchell                   | 17 maja 2011 (FOX) 24 sierpnia 2011 (CTV)     | 20 czerwca 2011 (FoxLife) 2 września 2012 (Polsat)  |
| W czasie śledztwa w sprawie hakera, który zamierza ujawnić tajemnice rządowe, w sieci ląduje seks-taśma kompromitująca obecną panią minister spraw zagranicznych, która jest przeciwniczką ujawniania sekretów rządu. Toby pomaga odnaleźć „partnera” pani minister oraz osobę odpowiedzialną za przeciek dokumentów.                                                                |                     |                      |                |                                  |                                               |                                                     |
| 13 | Reckoning           | Wyrównanie rachunków | Kari Skogland  | Cal Coons, Jason Sherman         | 24 maja 2011 (FOX) 31 sierpnia 2011 (CTV)     | 27 czerwca 2011 (FoxLife) 9 września 2012 (Polsat)  |

### Seria trzecia (2012)
| 1 | The Bank Job        | Napad na bank         | Farhad Mann         | Peter Mohan               | 30 maja 2012     | 11 czerwca 2012  |
| Toby jest w banku gdy następuje napad z bronią i wszystkie osoby zostają wzięte na zakładników. |                     |                       |                     |                           |                  |                  |
| 2 | Cold Case Blues     | Morderstwo sprzed lat | Paul Fox            | Cal Coons                 | 6 czerwca 2012   | 18 czerwca 2012  |
| Gdy zostaje znalezione ciało kobiety zamurowanej w ścianie budynku, zostaje ponownie otwarta sprawa sprzed prawie dekady. |                     |                       |                     |                           |                  |                  |
| 3 | Curtain Call        | Koniec przedstawienia | Farhad Mann         | James Hurst               | 13 czerwca 2012  | 25 czerwca 2012  |
| Toby zostaje ochroniarzem pewnej znanej piosenkarki, by dowiedzieć się kto czyha na jej życie. |                     |                       |                     |                           |                  |                  |
| 4 | The Taking          | Porwanie              | Paul Fox            | Ken Cuperus               | 20 czerwca 2012  | 2 lipca 2012     |
| 5 | Rogue's Gallery     | Galeria szubrawców    | Peter Stebbings     | Wil Zmak                  | 27 czerwca 2012  | 9 lipca 2012     |
| Toby używa swojego daru jako podsłuchu Michelle, która pracuje pod przykrywką by przyskrzynić złodziei sztuki. |                     |                       |                     |                           |                  |                  |
| 6 | She Sells Sanctuary | Azyl                  | Kari Skogland       | Karen Walton              | 11 lipca 2012    | 16 lipca 2012    |
| Toby i Michelle badają co wspólnego ma lokalna sekta i sprawa zniknięcia trzech kobiet. |                     |                       |                     |                           |                  |                  |
| 7 | Poisoned Minds      | Zatrute umysły        | Cal Coons           | Derek Schreyer            | 18 lipca 2012    | 23 lipca 2012    |
| Toby i Michelle pracują nad sprawą morderstwa właściciela firmy farmaceutycznej sprzedającej wadliwy lek. |                     |                       |                     |                           |                  |                  |
| 8 | Now You See Him     | Teraz go widzisz      | Rob Lieberman       | James Hurst               | 25 lipca 2012    | 30 lipca 2012    |
| Magnus ponownie ucieka z więzienia, by zemścić się na zabójcy córki. |                     |                       |                     |                           |                  |                  |
| 9 | Crossed             | Oszukana              | Charles Binamé      | Karen Walton              | 15 sierpnia 2012 | 6 sierpnia 2012  |
| 10 | Lockdown            | Kwarantanna           | Stefan Pleszczynski | Peter Mohan               | 22 sierpnia 2012 | 13 sierpnia 2012 |
| 11 | Captain Nightfall   | Superbohater          | John L'Ecuyer       | Ken Cuperus               | 29 sierpnia 2012 | 20 sierpnia 2012 |
| Michelle i Toby badają serię włamań do mieszkań. W trakcie kolejnego włamania świadek przestępstwa zostaje pobity, a Toby odczytując jego myśli odkrywa, że tropem przestępców podąża również mężczyzna w kostiumie superbohatera. |                     |                       |                     |                           |                  |                  |
| 12 | The Bro Code        | Braterski kodeks      | Robert Lieberman    | Peter Mohan, Ken Cuperus  | 5 września 2012  | 27 sierpnia 2012 |
| Oz nieświadomie naraża się na niebezpieczeństwo, starając się pomóc koledze z dzieciństwa, który widział zabójstwo. |                     |                       |                     |                           |                  |                  |
| 13 | The Shooting        | Strzelanina           | Stefan Pleszczynski | James Hurst, Karen Walton | 12 września 2012 | 3 września 2012  |
| Kariera Michelle jest zagrożona, gdy Wydział Kontroli Wewnętrznej przeprowadza śledztwo w sprawie ostatniej z akcji przez nią przeprowadzonych.                                                                                    |                     |                       |                     |                           |                  |                  |

### Seria czwarta (2013)
| 1 | Blast From the Past         | Powrót do przeszłości     | Rob Lieberman    | Peter Mohan       | 29 maja 2013     | 19 sierpnia 2013     |
| Toby i Michelle prowadzą śledztwo w sprawie szeregu kradzieży specjalistycznego sprzętu elektronicznego w Vancouver.                                       |                             |                           |                  |                   |                  |                      |
| 2 | The Blue Line               | Niespełnione marzenia     | Rob Lieberman    | Peter Mohan       | 5 czerwca 2013   | 26 sierpnia 2013     |
| Toby i Michelle prowadzą śledztwo w sprawie napadu na konwój i użytym w nim nowego typu pocisków, które są w stanie przebić się przez szkło kuloodporne.   |                             |                           |                  |                   |                  |                      |
| 3 | Early Checkout              | Przedwczesny wymeldunek   | Peter Stebbings  | Cal Coons         | 12 czerwca 2013  | 2 września 2013      |
| Reporterka Tia, dziewczyna Toby'ego, znajduje się w niebezpieczeństwie. Toby nakłania resztę jego jednostki do pomocy w śledztwie.                         |                             |                           |                  |                   |                  |                      |
| 4 | Cold Storage                | Chłodnia                  | Farhad Mann      | Avrum Jacobson    | 19 czerwca 2013  | 12 września 2013     |
| Gdy w chłodni zostaje odnalezione ciało, CBŚ musi odnaleźć mordercę, który skradł sekrety wagi państwowej.                                                 |                             |                           |                  |                   |                  |                      |
| 5 | Buckle Up                   | Zapiąć pasy!              | Brad Walsh       | Brendon Yorke     | 26 czerwca 2013  | 19 września 2013     |
| Toby działa pod przykrywką by wykryć złodziei działających pod przebraniem policjantów.                                                                    |                             |                           |                  |                   |                  |                      |
| 6 | Witness for the Prosecution | Świadek oskarżenia        | Farhad Mann      | James Hurst       | 10 lipca 2013    | 26 września 2013     |
| Gdy kluczowy świadek w pewnej sprawie sądowej zostaje ranny w wyniku nieudanego zamachu, CBŚ musi odnaleźć snajpera.                                       |                             |                           |                  |                   |                  |                      |
| 7 | Caged In                    | W klatce                  | Clement Virgo    | Lara Azzopardi    | 17 lipca 2013    | 3 października 2013  |
| Toby jest świadkiem śmierci obiecującego, młodego boksera w trakcie walki. Po sekcji okazuje się, że był pod wpływem narkotyków, choć bokser ich nie brał. |                             |                           |                  |                   |                  |                      |
| 8 | The Illustrated Woman       | Kobieta z tatuażem        | Paul Fox         | Scott Oleszkowicz | 24 lipca 2013    | 10 października 2013 |
| CBŚ prowadzi sprawę morderstwa kobiety z tatuażem feniksa.                                                                                                 |                             |                           |                  |                   |                  |                      |
| 9 | Love's a Bitch              | Nie ufaj miłości          | Peter Stebbings  | Peter Mitchell    | 31 lipca 2013    | 17 października 2013 |
| CBŚ prowadzi sprawę morderstwa brytyjskiego szpiega, które jest powiązane ze stroną zrzeszającą ludzi „szukających nowych doznań poza obecnym związkiem”.  |                             |                           |                  |                   |                  |                      |
| 10 | The Long Con                | Długotrwałe przestępstwo  | Keith Samples    | James Hurst       | 7 sierpnia 2013  | 24 października 2013 |
| By dorwać handlarza żywym towarem, CBŚ łączy siły z pewną oszustką i naciągaczką, która jednak ma własny plan dotyczący handlarza.                         |                             |                           |                  |                   |                  |                      |
| 11 | House of Horrors            | Dom, w którym straszy     | Harvey Crossland | Ken Cuperus       | 14 sierpnia 2013 | 24 października 2013 |
| Na planie filmowym, podczas kręcenia horroru, główny aktor zostaje zamordowany, ponieważ ktoś podmienił puste naboje na prawdziwe.                         |                             |                           |                  |                   |                  |                      |
| 12 | False I.D.                  | Fałszywy dowód tożsamości | Cal Coons        | Brendon Yorke     | 21 sierpnia 2013 | 31 października 2013 |
| Nowa szefowa CBŚ utrudnia śledztwo w sprawie skradzionych paszportów. Toby w obronie swojej i Michelle zabija człowieka.                                   |                             |                           |                  |                   |                  |                      |
| 13 | Fatal Vision                | Śmiertelna wizja          | Brad Walsh       | Peter Mohan       | 28 sierpnia 2013 | 31 października 2013 |
| Toby próbuje poradzić sobie z zabójstwem którego dokonał. W tym czasie CBŚ próbuje zapobiec asasynacji francuskiego polityka.                              |                             |                           |                  |                   |                  |                      |

### Seria piąta (2014)
| 1 | The Wrong Man          | Nie ten facet              | Bradley Walsh    | Peter Mohan                               | 26 maja 2014     | 8 grudnia 2014  |
| Zostaje popełnione morderstwo bardzo podobne w szczegółach do serii zabójstw popełnionych przez człowieka, którego Michelle wsadziła za kratki kilka lat wcześniej. To sprawia, że musi ratować swoją reputację, jako zostaje oskarżona o schwytanie niewłaściwego człowieka. |                        |                            |                  |                                           |                  |                 |
| 2 | The Lockup             | Magazyn dowodów rzeczowych | Bradley Walsh    | Michelle Ricci                            | 2 czerwca 2014   | 9 grudnia 2014  |
| Stary znajomy Toby'ego, były partner Charlie Marks z policji, dostaje pracę jako szef jednostki w CBŚ. |                        |                            |                  |                                           |                  |                 |
| 3 | Dancing With The Enemy | Tańczący z wrogiem         | TW Peacocke      | Lara Azzopardi                            | 9 czerwca 2014   | 10 grudnia 2014 |
| Po prośbie dziewczyny Toby'ego, IIB zajmuje się sprawą zniknięcia primabaleriny. |                        |                            |                  |                                           |                  |                 |
| 4 | Smoke and Mirrors      | Dym i lustra               | TW Peacocke      | James Hurst                               | 16 czerwca 2014  | 11 grudnia 2014 |
| Magiczna sztuczka podczas przedstawienia kończy się śmiercią ochotnika. |                        |                            |                  |                                           |                  |                 |
| 5 | Game Over              | Koniec gry                 | Bradley Walsh    | Ken Cuperus                               | 23 czerwca 2014  | 12 grudnia 2014 |
| W dniu wydania nowej gry wideo zostaje zamordowany stary przyjaciel Deva, właściciel firmy produkującej ową grę. Toby i reszta zespołu postanawiają poprowadzić śledztwo w tej sprawie.                                                                                       |                        |                            |                  |                                           |                  |                 |
| 6 | Man in the Mirror      | Mężczyzna w lustrze        | Bradley Walsh    | Ken Cuperus                               | 30 czerwca 2014  | 15 grudnia 2014 |
| CBŚ bada sprawę zabójstwa psychiatry. Jedynym świadkiem zdarzenia jest pacjent z zaburzeniem tożsamości. |                        |                            |                  |                                           |                  |                 |
| 7 | Amuse Bouche           | Zakąska                    | Peter Stebbings  | Jackie May                                | 7 lipca 2014     | 16 grudnia 2014 |
| Śledztwo w sprawie śmierci uczestnika kulinarnego programu telewizyjnego. |                        |                            |                  |                                           |                  |                 |
| 8 | White Whale            | Biały wieloryb             | Don McCutcheon   | Jackie May                                | 14 lipca 2014    | 17 grudnia 2014 |
| Becker otwiera starą, prowadzoną przez niego niegdyś sprawę dotyczącą morderstwa i obsesyjnie stara się powiązać z nią człowieka obecnie kandydującego na stanowisko prezydenta miasta.                                                                                       |                        |                            |                  |                                           |                  |                 |
| 9 | The Fugitive           | Uciekinier                 | Don McCutcheon   | Brendon Yorke                             | 21 lipca 2014    | 18 grudnia 2014 |
| Sąsiad Oza zostaje zamordowany we własnym mieszkaniu. Okazuje się, że miał on związek z legendarną kradzieżą monet. |                        |                            |                  |                                           |                  |                 |
| 10 | Family Secrets         | Rodzinne sekrety           | Peter Stebbings  | Lara Azzopardi                            | 28 lipca 2014    |                 |
| Śledztwo w sprawie morderstwa milionera-playboya. Tea postanawia odnaleźć matkę Toby'ego. |                        |                            |                  |                                           |                  |                 |
| 11 | Zero Recall            | Bez pamięci                | James Dunnison   | James Hurst                               | 4 sierpnia 2014  |                 |
| Toby znika na kilkanaście godzin. Gdy się odnajduje okazuje się, że nie pamięta co robił ani gdzie był, ale jego broń nosi ślady używania. CBŚ wszczyna w tej sprawie śledztwo.                                                                                               |                        |                            |                  |                                           |                  |                 |
| 12 | An Innocent Man        | Niewinny                   | Harvey Crossland | James Hurst & Jackie May & Lara Azzopardi | 11 sierpnia 2014 |                 |
| Toby pracuje pod przykrywką, by dowiedzieć się dlaczego człowiek bez kryminalnej przeszłości publicznie przyznaje się do zbrodni, której nie popełnił. |                        |                            |                  |                                           |                  |                 |
| 13 | In Our Midst           | W naszych szeregach        | Peter Stebbings  | Peter Mohan                               | 18 sierpnia 2014 |                 |
| Sędzia i szef posterunku proszą Toby'ego, Michelle i Deva by szpiegowali Beckera, który prawdopodobnie wmieszał się w światek kryminalny. Tia kontynuuje poszukiwania matki Toby'ego.                                                                                         |                        |                            |                  |                                           |                  |                 |

### Webisode
Wyprodukowano również dwie serie webisodów, emitowanych na oficjalnej stronie CTV. Pierwsza seria, wydana pod wspólnym tytułem Switch, składa się na sześć odcinków mających od 2 do 4 minut. Akcja serii rozgrywa się w czasie trzeciego sezonu serialu. Premierowe odcinki można było zobaczyć od 15 sierpnia do 12 września 2012. Odcinki zostały napisane przez Bobby'ego Theodore'a a wyreżyserowane przez Laurie Lynd.
Druga seria webisodów nosi wspólny tytuł Double Date....With Death, a akcja odcinków tej serii rozgrywa się w trakcie 4 sezonu serialu. Łącznie ta internetowa historia składa się z 13 odcinków, które można było obejrzeć na CTV.ca. Pierwszy odcinek miał premierę 29 maja 2013 a ostatni 28 sierpnia 2013. Seria ta została napisana przez Larę Azzopardi, a wyreżyserowana przez Cala Coonsa.